# Ushijima, l'usurier de l'ombre
Ushijima, l'usurier de l'ombre (闇金ウシジマくん, Yamikin Ushijima-kun) est un manga de Shōhei Manabe. Il est prépublié de 2004 jusqu’à 2019 dans le magazine Big Comic Spirits de l'éditeur Shōgakukan et a été compilé en 46 volumes. La version française est publiée aux éditions Kana depuis septembre 2007 dans la collection Big Kana.
Il a été adapté en drama entre octobre et décembre 2010, ainsi qu'en film live en août 2012,. Une seconde saison du drama a été diffusée entre janvier et mars 2014, suivi par un second film live en mai 2014.

## Synopsis
Comme tous les jours, Ushijima, 23 ans, dirige sa société Buy Buy Finance où il prête de l’argent à toutes les personnes le sollicitant. Pour autant, son entreprise n’est pas une banque ou un établissement de crédit. Il n’est autre qu’un usurier (ou yamikin en japonais), une personne pratiquant des taux d’intérêt à court terme extrêmement élevés. Jugez plutôt : 50 % en 10 jours ! Ce n’est pas cela qui empêche les clients de venir, toujours accueillis dans les locaux par une charmante hôtesse. Ushijima vient d’engager Takada à qui il va apprendre les rudiments du métier. Il lui explique que toutes les dettes contractées lui ont toujours été payées. Ainsi, la nouvelle recrue assiste au défilé de dames laissant leur permis de conduire contre 30 000 yens (190 €), pour aller satisfaire leur dépendance au patchinko (un jeu de hasard). Ushijima explique alors à Takada l’importance de ces femmes qui empruntent perpétuellement afin, non pas, de rembourser le prêt initial mais de retourner jouer. Cela ne pose évidemment pas de soucis puisqu’il reste à notre yamikin le mari sur lequel faire pression afin d’être remboursé, et ce, quelle que soit la façon…

## Personnages

### L'équipe de Buy Buy Finance
Ushijima (丑嶋馨)
Ushijima est un usurier (ou yamikin en japonais), une personne pratiquant des taux d’intérêt à court terme extrêmement élevés.
Ezaki (柄崎貴明)
Bras droit de Ushijima, le connait depuis le collège. Homosexuel refoulé, il est secrètement amoureux d'Ushijima.
Kano (加納)
Employé d'Ushijima, le connait également depuis le collège.
Takada (高田)
Takada est une nouvelle recrue d'Ushijima. Ancien host, il s'habituera petit à petit à sa vie dans l'équipe d'Ushijima.
Masaru (加賀勝)
Masaru est une nouvelle recrue d'Ushijima.

### Personnages secondaires
Inui
Inui est le fidèle informateur d'Ushijima, une relation d'amitié les lie. Ils vont souvent manger chez la mère d'Inui qui dirige un restaurant.
Aizawa
Aizawa est un chef de gang.
Namerikawa
Namerikawa est l'ancien chef du gang Union Monster. Il est devenu yakuza depuis et a un compte à régler avec Ushijima.

## Distinctions
En 2008, le manga est nommé au Prix culturel Osamu Tezuka, catégorie Grand prix.
En 2011, le manga est récompensé par le prix Shōgakukan dans la catégorie générale, à égalité avec Space Brothers de Chūya Koyama.